# Dušan Šimočko
Dušan Šimočko, né le 29 septembre 1983 à Banska Bystrica en Tchécoslovaquie, est un biathlète slovaque. Il fait partie de l'équipe nationale de 1999 à 2013 et a participé à deux éditions des Jeux olympiques d'hiver, terminant notamment 18e de l'individuel en 2010.

## Biographie
Il est entraîné par son père au club de Banska Bystrica.
Il est champion du monde de biathlon d'été 2010 sur le sprint.
Aux Championnats du monde 2012, il obtient son meilleur résultat individuel de sa carrière en se classant 15e du sprint.

## Palmarès

### Jeux olympiques d'hiver
| Épreuve / Édition              | Individuel | Sprint | Poursuite | Départ en masse | Relais |
| Jeux olympiques 2006 Turin     | 56e        | —      | —         | —               | 14e    |
| Jeux olympiques 2010 Vancouver | 18e        | 75e    | —         | —               | 15e    |

- — : N'a pas participé à l'épreuve.

### Championnats du monde
| Épreuve / Édition                | Individuel                       | Sprint                           | Poursuite                        | Départ en masse                  | Relais                           | Relais mixte                     |
| Mondiaux 2005 Hochfilzen         | -                                | 77e                              | -                                | -                                | -                                | Épreuve inexistante à cette date |
| Mondiaux 2006 Pokljuka           | Épreuve inexistante à cette date | Épreuve inexistante à cette date | Épreuve inexistante à cette date | Épreuve inexistante à cette date | Épreuve inexistante à cette date | 13e                              |
| Mondiaux 2007 Antholz-Anterselva | 73e                              | 73e                              | -                                | -                                | 15e                              | -                                |
| Mondiaux 2009 Pyeongchang        | 42e                              | 61e                              | -                                | -                                | 12e                              | 10e                              |
| Mondiaux 2010 Pokljuka           | Épreuve inexistante à cette date | Épreuve inexistante à cette date | Épreuve inexistante à cette date | Épreuve inexistante à cette date | Épreuve inexistante à cette date | 13e                              |
| Mondiaux 2011 Khanty-Mansiïsk    | 32e                              | 88e                              | -                                | -                                | 18e                              | -                                |
| Mondiaux 2012 Ruhpolding         | 70e                              | 15e                              | 35e                              | -                                | 12e                              | 7e                               |
| Mondiaux 2013 Nové Město         | 92e                              | -                                | -                                | -                                | 10e                              | -                                |

Légende :

 :épreuve inexistante

- : n'a pas participé à l'épreuve

### Coupe du monde
- Meilleur classement général : 63e en 2010 et 2012.
- Meilleur résultat individuel : 15e.

#### Différents classements en Coupe du monde
| Année     | Classement général final | Sprint | Poursuite | Individuel | Mass start |
| 2008-2009 | 86e                      | 80e    | 81e       | -          | -          |
| 2009-2010 | 63e                      | 70e    | 63e       | 52e        | -          |
| 2010-2011 | 98e                      | -      | -         | 64e        | -          |
| 2011-2012 | 63e                      | 52e    | 82e       | -          | -          |
| 2012-2013 | 91e                      | 78e    | 82e       | -          | -          |

### Championnats du monde de biathlon d'été
- Médaille d'or du sprint en 2010.
- Médaille de bronze du relais mixte en 2009 et 2010.